# Поперечная улица (Санкт-Петербург)
Попере́чная улица — улица в историческом районе Ржевка Красногвардейского административного района Санкт-Петербурга. Проходит от Лесопарковой улицы до границы Санкт-Петербурга. Её ответвление через территорию Всеволожского района Ленинградской области выходит к примыканию 2-й Поперечной улицы и 1-й линии в Ново-Ковалёве.

## История
Название улицы появилось в 1990-х годах. Связано с Поперечными улицами в Ново-Ковалёве. Официально название было утверждено в 2006 году.

## Пересечения
С запада на восток Поперечную улицу пересекают следующие улицы:
- Лесопарковая улица — Поперечная улица примыкает к ней;
- железнодорожная линия Ржевка — Горы — пересечение;
- ответвление на Ново-Ковалёво — примыкание;
- КАД — Поперечная улица примыкает к ней без транспортной развязки.

## Транспорт
Ближайшая к Поперечной улице станция метро — «Ладожская» 4-й (Правобережной) линии (около 6,8 км по прямой от начала улицы).
По улице проходит социальный автобусный маршрут № 23.
Ближайшие к Поперечной улице остановочные пункты железной дороги — Пост Ковалёво (около 800 м по прямой от конца улицы) и Ржевка (около 1,1 км по прямой от начала улицы).